# クウェート・ディナール
ディナール（アラビア語: دينار）はクウェートの通貨である。ISO 4217の通貨コードはKWD、通貨記号はد.كで表す。通貨の補助単位は1000分の1のフィルス。

## 歴史
クウェート・ディナールは1961年、湾岸ルピーにかわって導入された通貨である。1990年にはイラク軍のクウェート侵攻に伴い、国の通貨がクウェート・ディナールからイラク・ディナールへと変更され、また相当量のクウェート・ディナール紙幣がイラク軍に略奪されたが、湾岸戦争が終結すると通貨は再びクウェート・ディナールへ戻され、略奪された版を含む過去の紙幣を廃止、新たな紙幣が発行された。
また、クウェート・ディナールは固定相場制に基づく通貨のひとつでもある。1975年3月18日から2003年1月4日まで通貨バスケット制を採用していたが、2003年1月4日から2007年5月20日までは1ドル＝0.29963ディナール（1ディナール＝3.33745ドル）を中心レートとする±3.5%以内の変動バンドを用いたドルペッグ制に切り替えた。2007年5月20日以降は再び通貨バスケット制へ戻している。

## 硬貨
1961年に導入された硬貨は1、5、10、20、50、100フィルス硬貨の6種類。

## 紙幣
1960年、クウェート通貨委員会が制定したクウェート通貨法の宣言にひき続き、1961年4月1日に¼、½、1、5、10ディナール紙幣からなる第1次紙幣が発行された。クウェート通貨委員会にかわるクウェート中央銀行が創設されたのち、1970年11月17日に¼、½、10ディナール紙幣、1971年4月20日に1、5ディナール紙幣の第2次紙幣を発行。この第2次紙幣は第1次のそれと共に1982年2月1日をもって回収された。
ジャービル・アル＝アフマド・アッ＝サバーハの首長即位後、1980年2月20日に¼、½、1、5、10ディナール紙幣からなる第3次紙幣を発行、それに続いて1986年2月9日に20ディナール紙幣が新たに導入されたが、1990年にイラク軍のクウェート侵攻が発生。首長国は非常事態に陥った。このとき大量のクウェート・ディナール紙幣がイラク軍によって略奪され、その一部が国際通貨市場に流出したことを受けて、第3次紙幣は1991年9月30日をもって通貨価値を失効、全て無効の紙幣とされた。
湾岸戦争の終結後、過去の紙幣にかわる新紙幣を可能な限り早急にたてること、それに加え国家経済の回復が急務として、1991年3月24日に¼、½、1、5、10、20ディナール紙幣からなる第4次紙幣を発行（流通期間は1995年2月16日まで）。その後は1994年4月3日に¼、½、1、5、10、20ディナール紙幣からなる第5次紙幣が発行され、この第5次紙幣から高いセキュリティ技術を備えた偽造対策が施された。